# Enlil-kuduri-usur
Enlil-kuduri-usur je bio kralj Asirije. Bio je sin velikog kralja Tukulti-Ninurte I. te brat kralja Ašur-nadin-aplija i princa Ašur-nasir-pala. Naslijedio je svojeg nećaka, Ašur-nirarija III. Bio je nazvan po velikom bogu Enlilu. Svrgnuo ga je Ninurta-apal-ekur.